# August Stoffels
August Stoffels (Rijkevorsel, 8 oktober 1925 - aldaar, 16 maart 2012) was een Belgisch landbouwer en politicus voor de CVP.

## Levensloop
Stoffels was gemeenteraadslid te Rijkevorsel in 1977, nadien werd hij schepen (1977-1982) en burgemeester (1983-1994). Na de verkiezingen van 1994 kwam de CVP - daar eerder CD (Christen Democraten) genoemd - in de oppositie, maar hij bleef raadslid tot 2000. Hij was tevens provincieraadslid van 1974 tot 1991.
Beroepshalve was hij landbouwer en ondervoorzitter van de fruit- en groentenveiling van Hoogstraten.